# Danh sách album quán quân năm 2015 (Úc)
Bảng xếp hạng ARIA Albums Chart xếp hạng các album và đĩa mở rộng có doanh số cao nhất tại Úc. Dữ liệu của bảng xếp hạng được công bố bởi Australian Recording Industry Association, dựa trên doanh số hàng tuần của album và EP phát hành dưới 2 định dạng: đĩa vật lý và tải kĩ thuật số. Tính đến tháng 8 năm 2015, có tất cả 17 album đã đạt đến vị trí quán quân, trong đó bao gồm 1989 của Taylor Swift, album đã ở ngôi quán quân từ năm 2014, và có 10 nghệ sĩ đã có album quán quân đầu tiên ở thị trường Úc: Meghan Trainor, Kendrick Lamar, Lee Kernaghan, Sam Smith, Hermitude, Tame Impala, Northlane, Dr. Dre, Bullet for My Valentine và The Weeknd.

## Lịch sử xếp hạng
| Ngày xuất bản | Album                                                    | Nghệ sĩ                            | Nguồn  |
| ------------- | -------------------------------------------------------- | ---------------------------------- | ------ |
| 5 tháng 1     | 1989                                                     | Taylor Swift                       | [ 2 ]  |
| 12 tháng 1    | 1989                                                     | Taylor Swift                       | [ 2 ]  |
| 19 tháng 1    | Title                                                    | Meghan Trainor                     | [ 3 ]  |
| 26 tháng 1    | 1989                                                     | Taylor Swift                       | [ 2 ]  |
| 2 tháng 2     | 1989                                                     | Taylor Swift                       | [ 2 ]  |
| 9 tháng 2     | 1989                                                     | Taylor Swift                       | [ 2 ]  |
| 16 tháng 2    | Fifty Shades of Grey: Original Motion Picture Soundtrack | Nhiều nghệ sĩ                      | [ 4 ]  |
| 23 tháng 2    | Fifty Shades of Grey: Original Motion Picture Soundtrack | Nhiều nghệ sĩ                      | [ 4 ]  |
| 2 tháng 3     | Fifty Shades of Grey: Original Motion Picture Soundtrack | Nhiều nghệ sĩ                      | [ 4 ]  |
| 9 tháng 3     | Fifty Shades of Grey: Original Motion Picture Soundtrack | Nhiều nghệ sĩ                      | [ 4 ]  |
| 16 tháng 3    | Rebel Heart                                              | Madonna                            | [ 5 ]  |
| 23 tháng 3    | To Pimp a Butterfly                                      | Kendrick Lamar                     | [ 6 ]  |
| 30 tháng 3    | Spirit of the Anzacs                                     | Lee Kernaghan                      | [ 7 ]  |
| 6 tháng 4     | Spirit of the Anzacs                                     | Lee Kernaghan                      | [ 7 ]  |
| 13 tháng 4    | Spirit of the Anzacs                                     | Lee Kernaghan                      | [ 7 ]  |
| 20 tháng 4    | Spirit of the Anzacs                                     | Lee Kernaghan                      | [ 7 ]  |
| 27 tháng 4    | In the Lonely Hour                                       | Sam Smith                          | [ 8 ]  |
| 4 tháng 5     | In the Lonely Hour                                       | Sam Smith                          | [ 8 ]  |
| 11 tháng 5    | Wilder Mind                                              | Mumford & Sons                     | [ 9 ]  |
| 18 tháng 5    | x                                                        | Ed Sheeran                         | [ 10 ] |
| 25 tháng 5    | Dark Night Sweet Light                                   | Hermitude                          | [ 11 ] |
| 1 tháng 6     | Empires                                                  | Hillsong United                    | [ 12 ] |
| 8 tháng 6     | How Big, How Blue, How Beautiful                         | Florence and the Machine           | [ 13 ] |
| 15 tháng 6    | Drones                                                   | Muse                               | [ 14 ] |
| 22 tháng 6    | How Big, How Blue, How Beautiful                         | Florence and the Machine           | [ 15 ] |
| 29 tháng 6    | x                                                        | Ed Sheeran                         | [ 16 ] |
| 6 tháng 7     | Highlights from Two Strong Hearts: Live                  | John Farnham và Olivia Newton-John | [ 17 ] |
| 13 tháng 7    | Highlights from Two Strong Hearts: Live                  | John Farnham và Olivia Newton-John | [ 17 ] |
| 20 tháng 7    | Highlights from Two Strong Hearts: Live                  | John Farnham và Olivia Newton-John | [ 17 ] |
| 27 tháng 7    | Currents                                                 | Tame Impala                        | [ 18 ] |
| 3 tháng 8     | Node                                                     | Northlane                          | [ 19 ] |
| 10 tháng 8    | Title                                                    | Meghan Trainor                     | [ 20 ] |
| 17 tháng 8    | Compton                                                  | Dr. Dre                            | [ 21 ] |
| 24 tháng 8    | Venom                                                    | Bullet for My Valentine            | [ 22 ] |
| 31 tháng 8    | Immortalized                                             | Disturbed                          | [ 23 ] |
| 7 tháng 9     | Beauty Behind the Madness                                | The Weeknd                         | [ 24 ] |

## Các nghệ sĩ có album quán quân
| Thứ hạng | Quốc gia | Nghệ sĩ                  | Số tuần ở ngôi quán quân |
| -------- | -------- | ------------------------ | ------------------------ |
| 1        | US       | Taylor Swift             | 5                        |
| 2        | AUS      | Lee Kernaghan            | 4                        |
| 3        | AUS UK   | John Farnham             | 3                        |
| 3        | AUS UK   | Olivia Newton-John       | 3                        |
| 4        | UK       | Sam Smith                | 2                        |
| 4        | UK       | Florence and the Machine | 2                        |
| 4        | UK       | Ed Sheeran               | 2                        |
| 4        | US       | Meghan Trainor           | 2                        |
| 5        | US       | Madonna                  | 1                        |
| 5        | US       | Kendrick Lamar           | 1                        |
| 5        | UK       | Mumford & Sons           | 1                        |
| 5        | AUS      | Hermitude                | 1                        |
| 5        | AUS      | Hillsong United          | 1                        |
| 5        | UK       | Muse                     | 1                        |
| 5        | AUS      | Tame Impala              | 1                        |
| 5        | AUS      | Northlane                | 1                        |
| 5        | US       | Dr. Dre                  | 1                        |
| 5        | UK       | Bullet for My Valentine  | 1                        |
| 5        | US       | Disturbed                | 1                        |
| 5        | CAN      | The Weeknd               | 1                        |